# Ultimate Guitar Archive
Ultimate Guitar Archive of www.Ultimate-Guitar.com afgekort UG is een website voor gitaristen en bassisten.
De site beschikt over een groot aantal tabulatuur, interviews met bekende muzikanten, beoordelingen van muziek, videolessen en forums. De site is gestart op 9 oktober 1998 door Eugeny Naidenov, een student van de Kaliningrad State University in Rusland.

## Gemeenschap
UG heeft bijna 50 000 000 geregistreerde gebruikers. Het is een grote gemeenschap van forumgebruikers die de site up-to-date houden. De leden kunnen ook gitaarlessen maken die ze dan op de site kunnen zetten.
De tabs, lessen en columns worden beoordeeld door de gebruikers.
UG moedigt de gebruikers aan deel te nemen aan het doen en laten van de site. Maar ze hebben een strikte regels die iedere gebruiker moet respecteren. Alle leden moeten ouder dan 13 jaar zijn om de faciliteiten van de site te mogen gebruiken en daarbij mag iedereen maar één account hebben. Lelijk taalgebruik en reclame zijn verboden op de site.

## Forums
Alle hoofdforums van UG:

### Just Joined
- New members' Sandbox
- Ultimate Guitar Announcements

### Instruments
- Guitar Techniques
- Acoustic & Classical Guitar
- Electric Guitar
- Bass Guitar
- Guitar Gear & Accessories
- Gear Building & Customizing
- Drums

### Music
- Bands & Artists
- Lyrics & Poetry
- Recording
- Tab Talk
- Musician Talk
- Promote YOUR Band
- Classifieds
- Music News and Articles

### Hangout
- The Pit
- Video Forum
- Archives Of The Best Threads

### Misc
- Ultimate Guitar Feedback

### Requests
- Tab Requests
- Tonebridge Preset Requests

## The Pit
The Pit is het meest populaire en actieve gedeelte van de UG-forums. Hier kunnen geregistreerde gebruikers meerdere onderwerpen bespreken, ook deze die niets te maken hebben met muziek. Meestal wordt hier gedebatteerd over politieke, religieuze en actuele onderwerpen.

## Profielen
Op 12 augustus 2007 lanceerde UG "UG Profiles'. Dit bracht een feature die andere tabulatuursites niet hadden. UG Profiles kan gebruikt worden om te netwerken, adverteren van spullen, bands en opnames van gebruikers. Dit is ongeveer hetzelfde als bij de site MySpace. Gebruikers kunnen profielen toevoegen van hun bands en foto's van zichzelf of hun apparatuur op de site zetten, maar ook hun gitaar vaardigheden tonen, meedoen met speciale groepen en hun MP3's uploaden.

## MPA-conflicten
In 2004 en 2005 sloten Taborama en mxtabs en dat was te wijten aan de legale bedreigingen van de Music Publishers Association of America. UG zag hierin een kans om nieuwe gebruikers naar hun site te lokken. UG vindt MPA humoristisch en neemt hun waarschuwing niet serieus, hoofdzakelijk omdat de site zijn basis in Rusland heeft en ze niets te maken hebben met de Amerikaanse wetten.

## Tabulatuur
Gebruikers kunnen tabs aanvragen op het forum.
Men kan stemmen op een tab door 1 tot 5 sterren te geven, men kan ook commentaar bij de tab zetten. Vele tabs worden regelmatig toegevoegd door de gebruikers.
Er zijn veel verschillende soorten tabulaturen. Er zijn tabs voor de gitaar en voor de basgitaar die gelezen kunnen worden met een internet-browser in ASCII-formaat. Guitar Pro- en Power Tab-tabs zijn gemaakt met programma's die de tabulatuur kunnen spelen met vaak meerdere instrumenten. Deze bestanden kunnen gedownload worden van de site en daarna worden opgeslagen op de computer.